# Траубе, Людвиг
Людвиг Тра́убе (нем. Ludwig Traube; 12 января 1818, Рацибуж, Силезия, сейчас Польша — 11 апреля 1876, Берлин) — немецкий медик.

## Биография
Из еврейской семьи среднего достатка — отец Вильгельм Траубе (1788—1864) был занят в торговле вином, дед был раввином в Кракове; мать — Эвелина Хейман (1794—1858). Брат — химик-органик, биохимик и физиолог Мориц Траубе.
Учился сперва в Бреславльском университете, затем, вместе со стоим другом Максом Рингом, перевёлся в Университет Берлина.
В 1848 году сделался приват-доцентом, в 1849 году — ассистентом у Шенлейна, в 1853 году — главным врачом в больнице «Шарите», в 1857 году — профессором при Институте Фридриха Вильгельма и в 1872 году — при Университете. Траубе считается основателем экспериментальной патологии в Германии. К его важнейшим исследованиям относятся работы о Digitalis и лихорадке; благодаря последнему исследованию он стал основателем научного измерения температуры в медицине. Сюда же относятся его работы о болезнях легких, сердца и почек. Его значение, как клинициста и врача, столь же велико, как и теоретика. Его заслуги в физической диагностике ставят его рядом с Лаэннеком и Скода.
Вместе с Вирховым и Рейнгардтом издавал «Beiträge zur experimentellen Pathologie» (Берлин, 1846—947).
Похоронен на Еврейском кладбище на Шёнхаузер-аллее в Берлине.

## Семья
Семья Траубе дала начало разветвлённой научной и медицинской династии.
- Жена — Кора Шейна Марквальд (1830—1876), родом из еврейской купеческой семьи из Маркиш Фридлянда.
  - Сын — филолог-медиевист Людвиг Траубе (1861—1907).
  - Дочери вышли замуж за учёных-медиков: Маргарете Траубе (1856—1912), биохимик и физиолог — за физиолога Франца Болла, первооткрывателя родопсина, а после его смерти — за инженера-электротехника Гульельмо Менгарини (1856—1927); Катерина (1851—1923) — за Оскара Френцеля (1838—1894); Фанни Ева (1859—1904) — за Морица Литтена (1845—1907, а их дочь за британского профессора-медика Стефана Энгеля, 1878—1968).
- Племянники — бактериолог Альберт Френкель (1848—1916), сын его сестры Софии (1822—1908) и отец лингвиста Эрнста Френкеля; минералог Герман Траубе (1860—1913); химик Вильгельм Траубе (1866—1942). Племянница — Анна Челли-Френцель (1887—1958), автор публикаций в области сестринского дела и жена бактериолога Анжело Челли (1857—1914).

## Труды
- Ueber den Zusammenhang von Herz- und Nieren-krankheiten (Берлин, 1856);
- Die Symptome der Krankheiten des Respirations- und Zirkulationsapparats (Берлин, 1867);
- Gesammelte Beiträge zur Pathologie und Physiologie (Берлин, 1871).